# Número RTECS
O RTECS (do inglês Registry of Toxic Effects of Chemical Substances - Registo de Efeitos Tóxicos de Substâncias Químicas) é um banco de dados de informações de toxicidade compiladas a partir da literatura científica disponível, sem referência à validade ou utilidade dos estudos relatados.